# Чукотская письменность
Чуко́тская пи́сьменность — письменность, используемая для записи чукотского языка. За время своего существования функционировала на разных графических основах и неоднократно реформировалась. В настоящее время чукотская письменность функционирует на кириллице. В истории чукотский письменности выделяется 3 этапа:
- до начала 1930-х годов — ранние попытки создания письменности;
- 1931—1937 годы — письменность на латинской основе;
- с 1937 года — современная письменность на основе кириллицы.

## Ранние попытки создания письменности

Письмо Теневиля

Первые попытки создания чукотской письменности были предприняты в начале XIX века миссионерами Русской православной церкви. В 1821 году в Иркутской губернской типографии тиражом в 100 экземпляров была издана 10-страничная книга «Молитва Господня. Символ веры и десять заповедей закона Божия» в переводе на чукотский язык. В ней использовался кириллический алфавит. Позднее там же были отпечатаны несколько чукотских переводов других христианских молитв.
В 1881 и 1894 годах к коронациям Александра III и Николая II в Якутской казённой типографии были напечатаны переводы присяги на чукотский язык. В этих текстах использовались русские буквы. Язык этих изданий был безграмотным и чукчам совершенно непонятным.
В 1898 году вышел первый русско—чукотский словарь, составленный М. Пителиным. В нём использовался русский алфавит с добавлением знака Ҥ ҥ. К примеру, в словах ‘уйга-поҥоль’ «безызвестие», ‘элевтилинь-титиҥа’ «булавка», ‘анаҥа’ «бульон».
В начале 1930-х годов В. Г. Богораз описал обнаруженные в верховьях Анадыря образцы пиктографических записей чукотского языка. Автором этого пиктографического письма был чукча-пастух Теневиль. Более ранние образцы подобного письма неизвестны. Сходная система применялась также чукчей-торговцем Антымавле на Восточной Чукотке. Графическим образцом такого письма, вероятно, послужили русский и английский алфавиты, а также торговые марки на российских и американских товарах. До самой своей смерти в 1944 году Теневиль совершенствовал своё письмо, но за пределами его семьи оно так и не нашло применения — причиной этого стало как и недоверие соседей к изобретению Теневиля, так и начало распространения официальной чукотской письменности.

## Латиница
Впервые настоящая письменность для чукотского языка была разработана и внедрена в начале 1930-х годов в ходе процесса латинизации и создания письменностей для народов СССР. По первоначальному проекту, алфавит имел следующий вид: A a, Ç ç, E e, Ә ә, G g, Ꜧ ꜧ, I i, J j, K k, L l, M m, N n, Ŋ ŋ, O o, P p, Q q, R r, S s, T t, U u, V v, W w, Ь ь, Æ æ
Однако в учебниках того времени, начиная с первого чукотского букваря «Celgьkalekal», изданного в 1932 г., использовался несколько изменённый вариант алфавита.
| А а | B в | C c | D d | Е е | Ә ә | F f | G g | H h |
| I i | Ь ь | J j | K k | L l | M m | N n | Ŋ ŋ | O o |
| P p | Q q | R r | S s | T t | U u | V v | W w | Z z |

Буквы B в, F f, H h, Z z использовались только в заимствованиях из русского языка. Звук [ч] в разных изданиях тех лет обозначался то знаком c, то є, то ç.
В 1937 году латинский алфавит для чукотского языка был официально заменён кириллицей, но сохранялся в употреблении до начала 1940-х, а по некоторым данным — даже до начала 1950-х годов.

## Кириллица
В 1937 году чукотский алфавит, как и другие алфавиты народов СССР, был переведён на кириллическую основу. Однако известно, что ещё в начале 1930-х годов, когда официальной письменностью чукотского языка была латиница; по решению местных властей, в Чаунском районе в чукотских школах использовался русский алфавит.
Первоначально чукотский кириллический алфавит состоял из всех 33 букв русского алфавита, а также знака Нʼ нʼ для [ŋ].
Недостатком этого алфавита была отсутствие знака для обозначения увулярного [q]. Знак для его обозначения — Кʼ кʼ — был введён в алфавит в конце 1940-х годов. В конце 1950-х годов начертания Кʼ кʼ и Нʼ нʼ были заменены на Ӄ ӄ и Ӈ ӈ, соответственно. Последним изменением в чукотском алфавите стало добавление в него буквы Ԓ ԓ (для обозначения глухого латерального [ɬ]), произошедшее в конце 1980-х годов .
В настоящее время чукотский алфавит выглядит так:
| А а | Б б | В в | Г г | Д д | Е е | Ё ё | Ж ж | З з | И и |
| Й й | К к | Ӄ ӄ | Л л | Ԓ ԓ | М м | Н н | Ӈ ӈ | О о | П п |
| Р р | С с | Т т | У у | Ф ф | Х х | Ц ц | Ч ч | Ш ш | Щ щ |
| Ъ ъ | Ы ы | Ь ь | Э э | Ю ю | Я я | ʼ   |     |     |     |

Однако из-за полиграфических сложностей внедрение специфических букв чукотского алфавита произошло далеко не сразу. Так, в учебной литературе, которая печаталась в Ленинграде, буквы Ӄ ӄ и Ӈ ӈ появились в 1960-е годы, а в художественной, выпускавшейся в Магадане, они стали использоваться только с 1982—1983 годов. В Анадырской же типографии эти буквы вошли в обиход лишь в 1993 году. Непрочно вошла в алфавит и буква Ԓ ԓ — к началу XXI века она использовалась только в учебной литературе.